# János Schulek
Dans le nom hongrois Schulek János, le nom de famille précède le prénom, mais cet article utilise l’ordre habituel en français János Schulek, où le prénom précède le nom.
János Schulek (1872-1948) est un architecte et un professeur hongrois.

## Biographie
Il étudie à l'Université polytechnique royale József de Budapest et y devient professeur adjoint en 1894. Il travaille ensuite avec son père, l'architecte Frigyes Schulek, et devient le maître d'œuvre de l'une de ses principales réalisations, le Bastion des pêcheurs, entre 1899 et 1902. Il conçoit les plans de la Pension Anglaise („magyar Cambridge”) de Sárospatak (1927-1930) à la demande du ministre de la religion et de l'éducation publique Kuno von Klebelsberg (en) dont les travaux de construction sont dirigés par l'architecte Pál Árvai. Le régent Miklós Horthy participe à l'inauguration du bâtiment le 30 septembre 1931. En 1934, il découvre les ruines du palais royal du roi (hu) Mátyás à Visegrád, à quelques mètres sous terre. Il y travaillera jusqu'à sa mort. À partir de 1942, il est président de l'Association hongroise des ingénieurs et architectes (hu).

## Principales œuvres
- Gymnasium luthérien, Aszód
- Internat de Sárospatak
- Temple réformé, Szada
- Église luthérienne de Kelenföld (1926-1928)
- Internat Anglais („magyar Cambridge” ) de Sárospatak (1930-1931)[1] et du complexe de jardins néo-baroque (1927)[2]
- Rénovation de l'église Matthias de Budapest (1933-1944)
- Restauration du Bastion des pêcheurs endommagé pendant la Seconde Guerre mondiale (1947-1948).

## Principaux écrits
- Monuments historique de Kassa et des villes minières, Historia, 1928
- Problèmes et tâches de Visegrád, Budapest, 1936
- Fouilles de Visegrád, Architecture, 1941 ; Visegrád, Palais du roi Matthias, Architecture, 1941, n°2

## Sources et notes
1. ↑  Photographie de l'Internat Anglais de Sárospatak
2. ↑  Photographie des jardins néo-baroque de l'Internat Anglais de Sárospatak

- Magyar életrajzi lexikon I–IV, coll. dirigée par Ágnes Kenyeres, Akadémiai, Budapest, 1967–1994
- Magyar katolikus lexikon I–XV, coll. dirigée par István Diós et János Viczián, Szent István Társulat, Budapest, 1993–2010